# Raffaele Pettazzoni
Raffaele Pettazzoni (San Giovanni in Persiceto, 3 februari 1883 - Rome, 8 december 1959) was de eerste echte godsdiensthistoricus van Italië.
Nadat hij een opleiding tot historicus had genoten, werd hij in 1924 aangesteld voor de allereerste Italiaanse leerstoel godsdienstgeschiedenis (Storia delle religioni) aan de universiteit van Rome. Hij wist hierbij de antropologische godsdienstfenomenologie met de historisch-kritische methode te combineren. Hij maakte hierbij gebruik van een originele comparatistische methode om de rol van godsdienst in de geschiedenis te bestuderen. Hij zou vanaf 1950 tot aan zijn dood voorzitter zijn van de International Association for the History of Religion.

## Belangrijke werken
- Dio, formazione e sviluppo del monoteismo nella storia delle religioni, Bologna, 1922. ("God, vorming en ontwikkeling van het monotheïsme in de godsdienstgeschiedenis")
- La confessione dei peccati, Bologna, 3 dln., 1929–1935. ("De bekentenis van zonden")
- L'essere supremo nelle religioni primitive, Turijn, 1957. (Het opperwezen in de primitieve religies")